# Het Scheepvaartmuseum
El Museu Marítim Nacional (neerlandès: Het Scheepvaartmuseum) és un Museu Marítim situat a Amsterdam, als Països Baixos.
El museu va tenir 419.060 visitants el 2012. Es va classificar com l’11è museu més visitat dels Països Baixos el 2013. El museu va tenir 300.000 visitants el 2015. El 2017 el museu va rebre 350.000 visitants.

## Col·lecció
El museu està dedicat a la història marítima i conté molts artefactes relacionats amb la navegació. La col·lecció conté, entre altres coses, pintures, maquetes, armes i mapes del món. Les pintures representen oficials navals holandesos com Michiel de Ruyter i històriques batalles marítimes.
La col·lecció de mapes inclou obres dels cartògrafs del segle XVII Willem Blaeu i el seu fill Joan Blaeu. El museu també conserva una còpia de la primera edició de l'obra de Maximilià Transilvà , De Moluccis Insulis, la primera que descriu el viatge de Ferran Magallanes pel món.

## Rèplica de l'Amsterdam
Amarrat fora del museu hi ha una rèplica de l'Amsterdam, un vaixell del segle xviii que navegava entre els Països Baixos i les Índies Orientals. La rèplica es va construir entre el 1985 i el 1990.

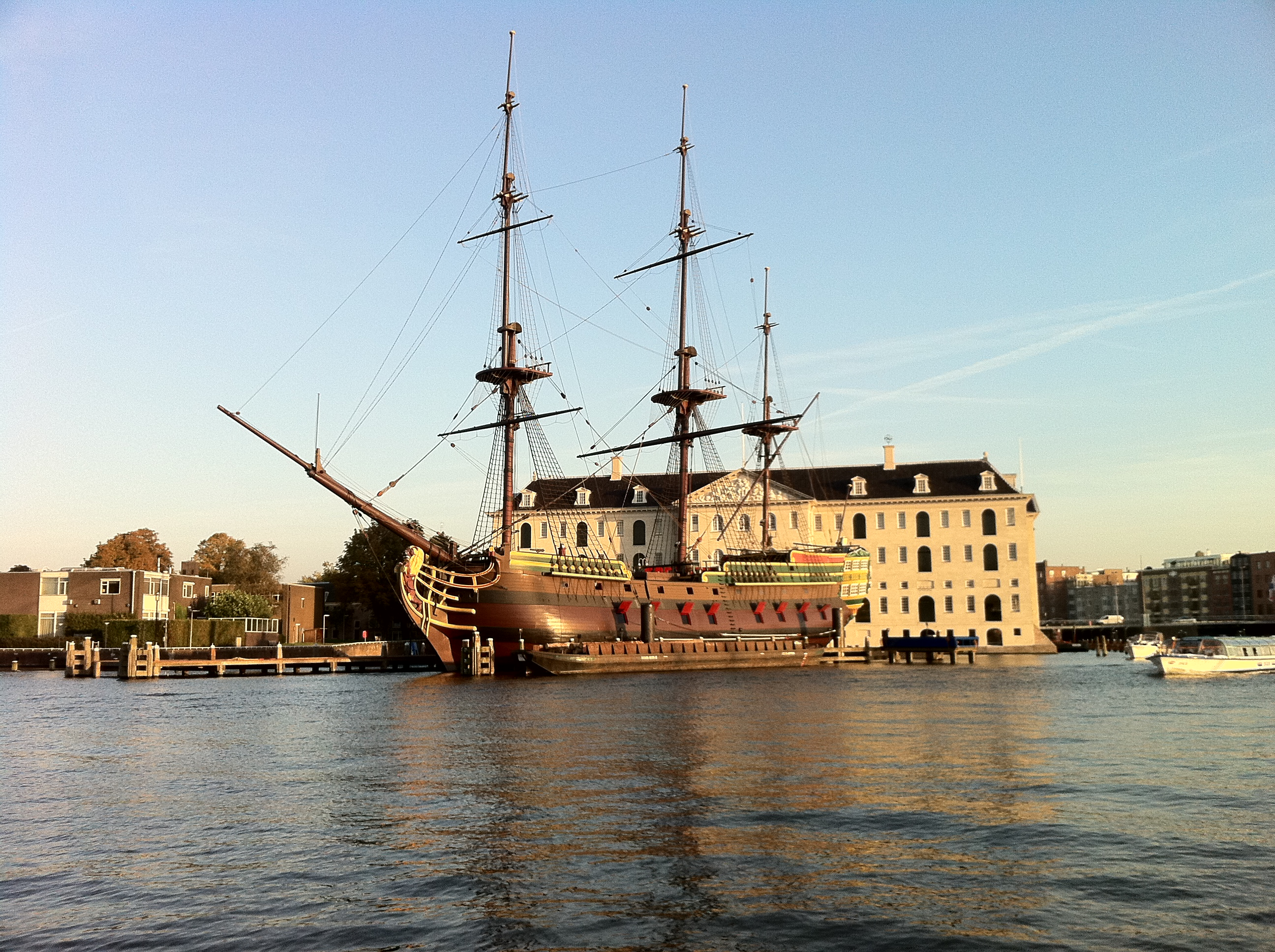
Una rèplica del 1990 de lAmsterdam està amarrada al costat del museu.

## Rèplica a la Xina
Una rèplica més petita de l'edifici forma part del poble holandès Gaoqiao, una ciutat i barri previstos a la gran comunitat Pudong, Xangai, República Popular de la Xina a31° 20′ 25″ N, 121° 34′ 22″ E / 31.340236°N,121.572857°E, al costat d’una altra rèplica del Hofwijck.

## Història
El museu està ubicat en un antic magatzem naval, Lands Zeemagazijn o Admiraliteits Magazijn, dissenyat per l'arquitecte holandès Daniël Stalpaert i construït el 1656. El museu es va traslladar a aquest edifici el 1973.
Després d'una extensa renovació el 2007-2011, el museu Het Scheepvaart va tornar a obrir el 2 d'octubre de 2011.

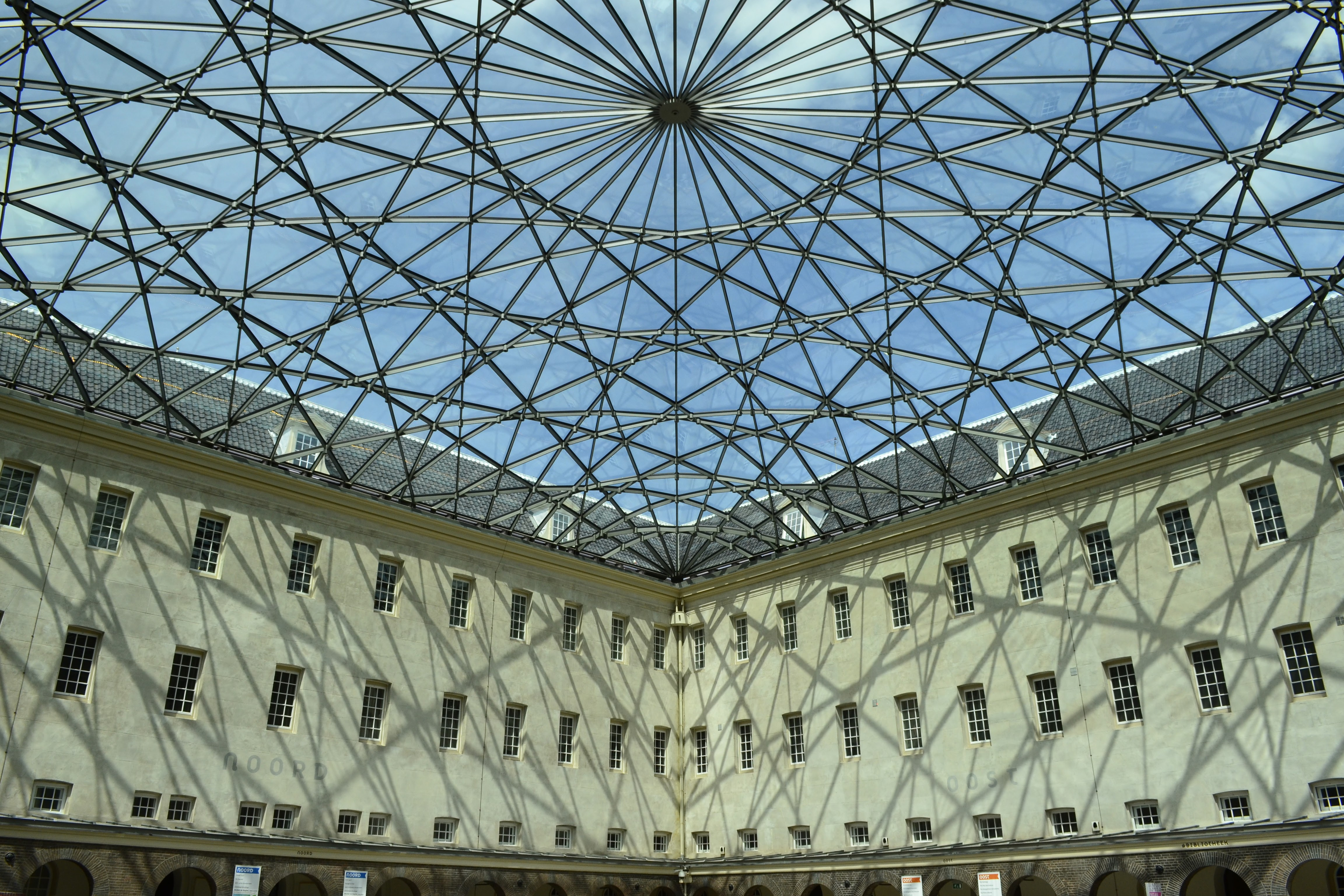
El sostre de vidre del pati inspirat en la rosa dels vents i les línies de rombes de les antigues cartes nàutiques.

## Controvèrsies
El 2013, es va produir un incident amb trets mortals durant la festa del "Waterfront" al museu. Durant els tres mesos següents, no es va permetre al museu llogar el seu espai.
Després del 2013, el nombre de visitants va començar a disminuir i el director Willem Bijleveld, que havia supervisat la renovació del 2011, va marxar després d’un mandat de divuit anys. El museu va ser criticat per haver esdevingut massa comercial per a una institució cultural i haver estat convertit en un parc d'atraccions. El "Raad van Cultuur", una junta de govern que controla l'activitat cultural als Països Baixos i assessora el govern sobre subvencions als museus, va jutjar que el Scheepvaartmuseum s'havia centrat massa en l'entreteniment i no prou en la seva tasca de museu.
La següent directora va ser Pauline Krikke, l'exalcaldessa d'Arnhem i membre destacat del VVD, un partit polític de centre-dreta que va ser soci sènior del segon gabinet de Rutte. Krikke va entrar en conflicte amb l'equip directiu del museu i el "Raad van Toezicht" (Junta de Supervisió) per una percepció de manca de comunicació. Durant una confrontació del 15 de novembre de 2015, l'equip directiu va expressar la seva manca de confiança en Krikke, que va dimitir. L'exdirector de la Museu de la Casa de Rembrandt, Michael Huijser, va ser nomenat nou director del museu.